# Saint-Priest-en-Jarez
Saint-Priest-en-Jarez é uma comuna francesa na região administrativa de Auvérnia-Ródano-Alpes, no departamento de Doubs. Estende-se por uma área de 3,07 km². Em 2010 a comuna tinha 6 187 habitantes (densidade: 2 015,3 hab./km²).